# Hydrolea uniflora
Hydrolea uniflora är en tvåhjärtbladig växtart som beskrevs av Constantine Samuel Rafinesque. Hydrolea uniflora ingår i släktet Hydrolea och familjen Hydroleaceae. Inga underarter finns listade i Catalogue of Life.